# كارستن هاريز
كارستن هاريز (بالألمانية: Karsten Harries)‏ هو بروفيسور ألماني، ولد في 25 يناير 1937 في ينا في ألمانيا.